# بولين مور
بولين مور (بالإنجليزية: Pauline Moore)‏ هي ممثلة أمريكية، ولدت في 14 يونيو 1914 في الولايات المتحدة، وتوفيت بنفس المكان في 7 ديسمبر 2001. بدأت مشوارها المهني سنة 1921.

## وصلات خارجية
- بولين مور على موقع IMDb (الإنجليزية)
- بولين مور على موقع قاعدة بيانات برودواي على الإنترنت (الإنجليزية)
- بولين مور على موقع قاعدة بيانات برودواي على الإنترنت (الإنجليزية)
- بولين مور على موقع إن إن دي بي (الإنجليزية)
- بولين مور على موقع قاعدة بيانات الفيلم (الإنجليزية)